# Atanasio Lapido
Atanasio Lapido (Montevideo, 1794 - noviembre de 1859) fue un militar y político uruguayo, que participó en la Revolución Oriental, en las guerras civiles argentinas y en la Guerra Grande en su país.

## Biografía
Se unió a las fuerzas de José Artigas poco antes de la batalla de Las Piedras (1811). Participó en el primer y segundo sitios de Montevideo, y desde 1814 luchó contra las fuerzas porteñas; fue asistente de Fernando Otorgués cuando este tomó el control de la ciudad de Montevideo.
Cuando se produjo la Invasión Luso-Brasileña, se negó a rendirse a los invasores ni a unirse a Artigas en la lucha contra ellos. Obtuvo autorización de los portugueses para retirarse a Buenos Aires, a órdenes del coronel Rufino Bauzá. Participó en la guerra contra los federales de la provincia de Santa Fe, en la batalla de Cepeda y en los desórdenes de la Anarquía del Año XX, participando en la facción de Carlos María de Alvear; a sus órdenes participó en el sitio de San Nicolás de los Arroyos, en que fue tomado prisionero. Tiempo después pasó a Santa Fe, donde no parece que haya tenido mando de tropas.
En 1823 regresó a Buenos Aires y se unió al grupo conspirador de Juan Antonio Lavalleja. No fue uno de los Treinta y Tres Orientales que iniciaron la liberación oriental en 1825, pero se unió a ellos poco más tarde. Ascendido a teniente coronel, fue el segundo jefe del sitio de Colonia del Sacramento. Su jefe, Texeira, se pasó a los brasileños, de modo que Lapido continuó el sitio en forma intermitente.
Fue diputado al Congreso de La Florida, y ésta lo envió a pedir al general Martín Rodríguez, que mandaba el Ejército de Observación en Entre Ríos, que los ayudara de alguna forma, pero este le respondió que tenía orden de mantenerse neutral.
Participó en la batalla de Sarandí. Dirigió la parte terrestre del ataque contra Colonia, mientras Guillermo Brown atacaba la plaza desde el río; fue un completo fracaso. Fue enviado por Lavalleja a conferenciar con el ministro de guerra, el general Alvear, poco antes de que este tomara el mando del ejército nacional.
Regresó a la Banda Oriental como ayudante de Alvear y ascendido al grado de coronel; fue el fiscal militar del ejército en campaña, y enviado en varias misiones diplomáticas.
Fue miembro de la Asamblea Constituyente del Uruguay de 1830. Más tarde, participó en una revolución de Lavalleja contra Fructuoso Rivera, y en 1836 defendió al presidente Manuel Oribe contra el mismo Rivera. Fue miembro de la defensa de Montevideo contra los colorados, al año siguiente, hasta la renuncia de Oribe. En agosto de 1837, fue designado como primer Jefe Político y de Policía de Tacuarembó, departamento que había sido creado por ley del mes de junio del mismo año.
Estuvo un tiempo en Buenos Aires, como representante de los intereses de Oribe ante el gobernador Juan Manuel de Rosas y los habitantes de Buenos Aires. Combatió en la batalla de Arroyo Grande (1842) del lado de Oribe, y sirvió en el sitio de Montevideo hasta 1851, aunque fue varias veces enviado por Oribe ante Rosas.
Tras el final de la Guerra Grande fue confirmado en el grado de coronel y prestó servicios en distintos destinos. Apoyó al presidente Gabriel Pereira y colaboró en la derrota de la invasión de César Díaz. Fue enviado oficial del presidente Pereira ante el presidente argentino Justo José de Urquiza. En 1859 fue elegido senador, pero falleció en noviembre de ese año.